# Университет прикладных наук Калайдос
Университет прикладных наук Калайдос (нем. Kalaidos Fachhochschule) — университет, расположенный в немецкой части Швейцарии — Цюрихе, Берне, Женеве, Лозанне.

## Структура
Университет прикладных наук Калайдос имеет следующие факультеты:
- Экономический факультет,
- Факультет права,
- Департамент здравоохранения,
- Департамент музыки,
- факультет прикладной психологии